# Клаустрофобія (фільм)
«Клаустрофобія» (англ. Escape Room) — американський фільм-трилер 2017 року, повнометражний режисерський дебют Вілла Верніка. Світова прем'єра стрічки відбулася 9 липня 2017 на Міжнародному кінофестивалі в Сіеттлі. В український прокат фільми вийшов 9 листопада 2017.
Слоган фільму — «Пазл повинен скластися будь-якою ціною».

## Сюжет
На тридцятий день народження свого хлопця Тайлера Крістін вирішила піднести йому незвичайний подарунок: вхідний сертифікат на одну годину в квест-кімнаті «Клаустрофобія» разом з їх чотирма друзями. Суть квесту в тому, що гравців замикають в кімнаті і вони повинні відгадати загадки на час, щоб вибратися звідти. Друзів привозять в якесь секретне місце, і попередньо вони здають свої телефони. Починається гра. Всі радісно приймаються розгадувати головоломки. Це було весело до тієї миті, поки не пропала Крістін. Через деякий час друзі бачать дівчину абсолютно голою за ґратами на екрані. Їм потрібно встигнути вирішити завдання за вказаний час, щоб врятувати її. Ось тепер друзі розуміють, що це не просто гра, а справжній квест на виживання. Зараз кожна нова задачка приховує в собі небезпеку для життів учасників гри. Кожен з них (до того ж не обов'язково живий) є ключем до рішення пазлу, але зібрати його можна тільки разом.

## У ролях
| • Еван Вільямс        | … | Тайлер         |
| • Аннабелль Стівенсон | … | Наташа         |
| • Елізабет Гауер      | … | Крістен        |
| • Ден Дж. Джонсон     | … | Андерсон       |
| • Джон Ієрарді        | … | Конрад         |
| • Келлі Делсон        | … | Таббі          |
| • Ірис Чунг           | … | Гедлі          |
| • Даррел Черні        | … | детектив Грат  |
| • Кеті Даян Томлін    | … | детектив Спелл |
| • Калі Фредрикс       | … | няня           |

## Знімальна група
- Автор сценарію — Ной Дорсі
- Режисер-постановник — Вілл Вернік
- Продюсери — Келлі Делсон, Соня Лізетт, Саймон Біррелл
- Виконавчі продюсери — Майк Бандлі, Донн Делсон, Джефф Делсон, Джойс Делсон, Девід Каменс
- Асоційовані продюсери — Саймон Біррелл, Карлос Гонсалес, Річард Лау, Лі Розен, Грег Шонессі, Аннабелль Стівенсон
- Співпродюсери — Джефф Делсон, Вілл Вернік
- Оператор — Джейсон Гуделл
- Композитор — Джеремі Майлз Фергюсон
- Монтаж — Крис Мертенс
- Художник-постановник — Крістіан Маркус
- Художник по костюмах — Єсенія Корреа
- Підбір акторів — Бриттані Ворд